# Noordmonster of Sint Pieterskerk (Middelburg)

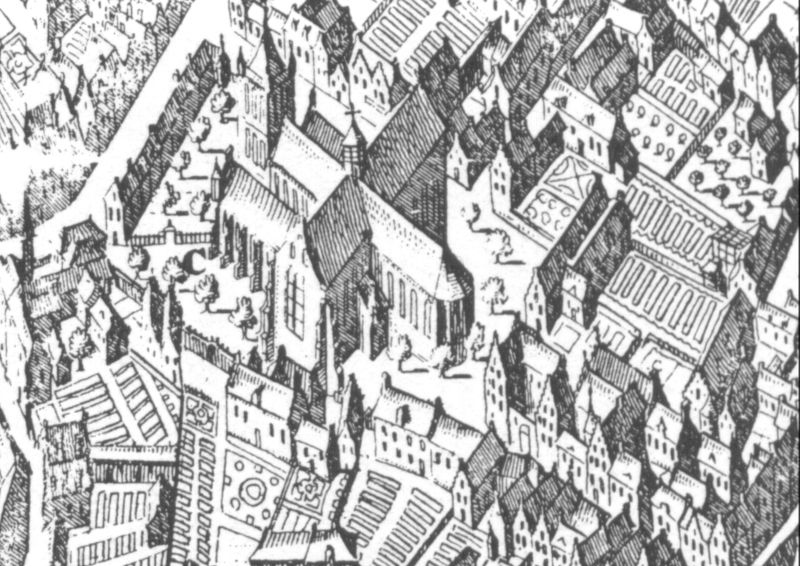
Die Pieterskerk auf der Stadtansicht von 1654

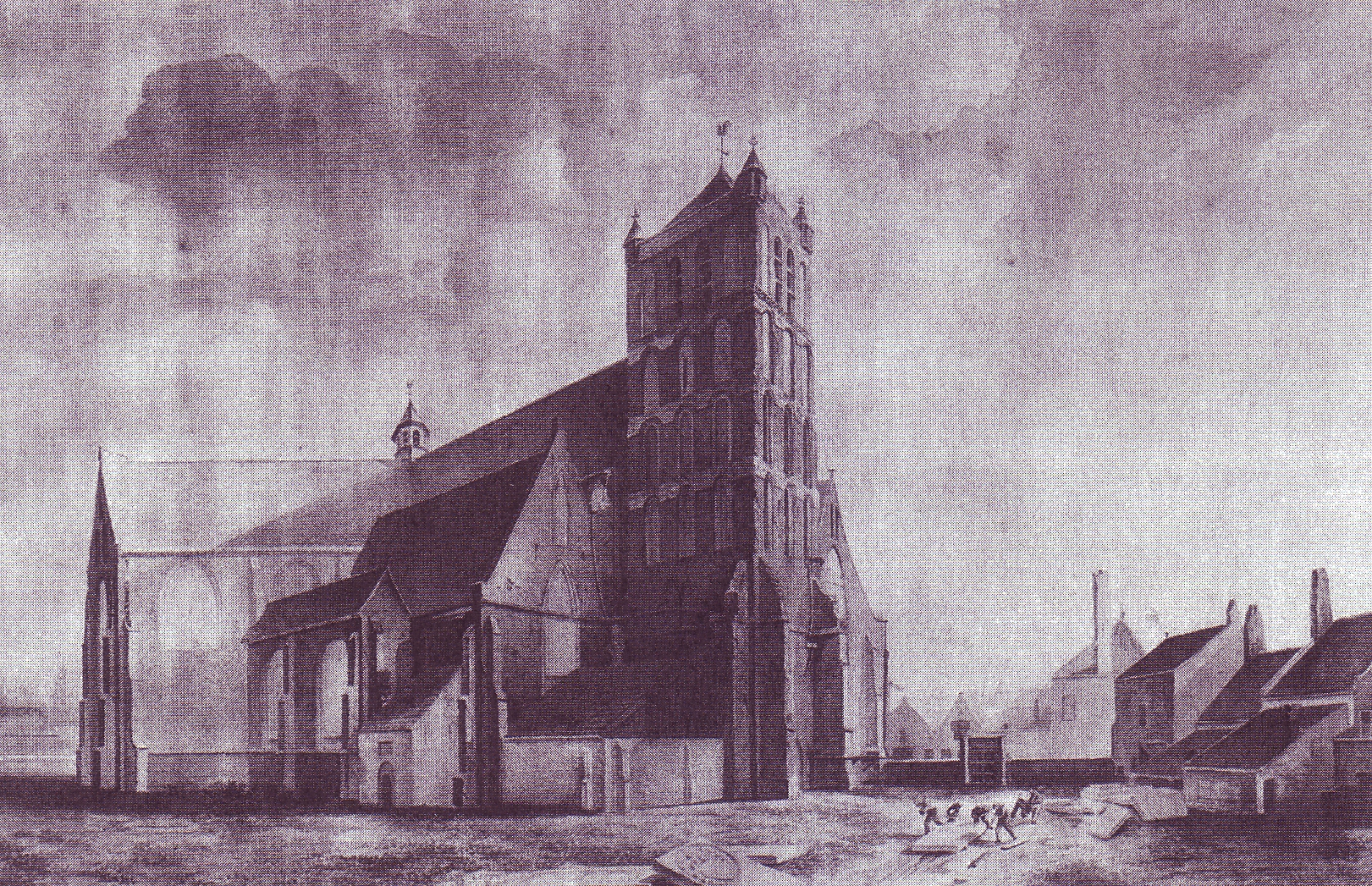
Aquarell der Kirche kurz vor dem Abriss

Die Noordmonster of Sint Pieterskerk (deutsch Nordmünster oder Sankt-Peters-Kirche) war eine Stifts- und Pfarrkirche zu Middelburg in der niederländischen Provinz Zeeland. Sie war auch als Oude Kerk (deutsch Alte Kirche) bekannt.

## Geschichte
Die bis zur Reformation dem heiligen Petrus geweihte Kirche wurde im elften Jahrhundert von der ältesten Middelburger Pfarrkirche, dem Westmünster, abgepfarrt und dem Kapitel zu St. Pieter in Utrecht unterstellt. Von dort wurde wahrscheinlich auch das Patrozinium der neuen Kirche übernommen. In der Folge wurde das Nordmünster zur Mutterkirche neuer Pfarreien auf Walcheren sowie in Süd- und Nord-Beveland. So erfolgte 1153 die Abpfarrung von Zanddijk als Vorläufer der Liebfrauenkirche zu Veere, vor 1216 von Gapinge sowie vor 1249 von Buttinge. Im Jahr 1310 setzte sich das Kapitel von St. Pieter in Middelburg aus einem Dekan und 14 Kanonikern zusammen. Im Zuge der Abwehr der Reformation wurde in Middelburg 1561 ein Bistum errichtet und St. Pieter wurde Kathedralkirche des ersten und einzigen Bischofs Nicolas de Castro. 1566 wurde im Zuge eines reformatorischen Bildersturms die Ausstattung der Kathedrale verwüstet. Während der Belagerung Middelburgs infolge des Achtzigjährigen Krieges starb Castro am 16. Mai 1573 und wurde im Chorraum der St. Pieterskerk beigesetzt. Nach dem Fall Middelburgs 1574 flohen die letzten Mitglieder des Kapitels nach Antwerpen. St. Pieter wurde wieder Pfarrkirche und am 18. Februar 1574 wurde in ihr der erste reformierte Gottesdienst in der Stadt gefeiert. In der Folgezeit entwickelte sich in der Bevölkerung die Bezeichnung der Kirche als Oude Kerk, als Alter Kirche, während bis heute die ehemalige Abteikirche der Prämonstratenser als Nieuwe Kerk, als Neue Kirche, bezeichnet wird. 
Am 30. Juli 1809 landeten große britische Truppenverbände auf Walcheren, die unter anderem in der St. Pieterskerk einquartiert wurden. Nach dem Abzug der Briten am 23. Dezember 1809 wird der Zustand der Kirche als erbärmlich beschrieben. Auch im Zuge eines Rückgangs der Middelburger Bevölkerung zu dieser Zeit wurde die Kirche nicht mehr benötigt. In ihr fanden keine Gottesdienste mehr statt. Am 11. Januar 1833 wurde schließlich beschlossen, den Sakralbau auf Abbruch zu verkaufen. Ihr Standort war an der heutigen Straße „Hofplein“.